# La forza (canción)
«La Forza» (español: La fuerza) es una canción interpretada por la cantante Estonia Elina Nechayeva. Fue la representación oficial de su país en el Festival de la Canción de Eurovisión 2018 celebrado en Lisboa.

## Participación en Eurovisión

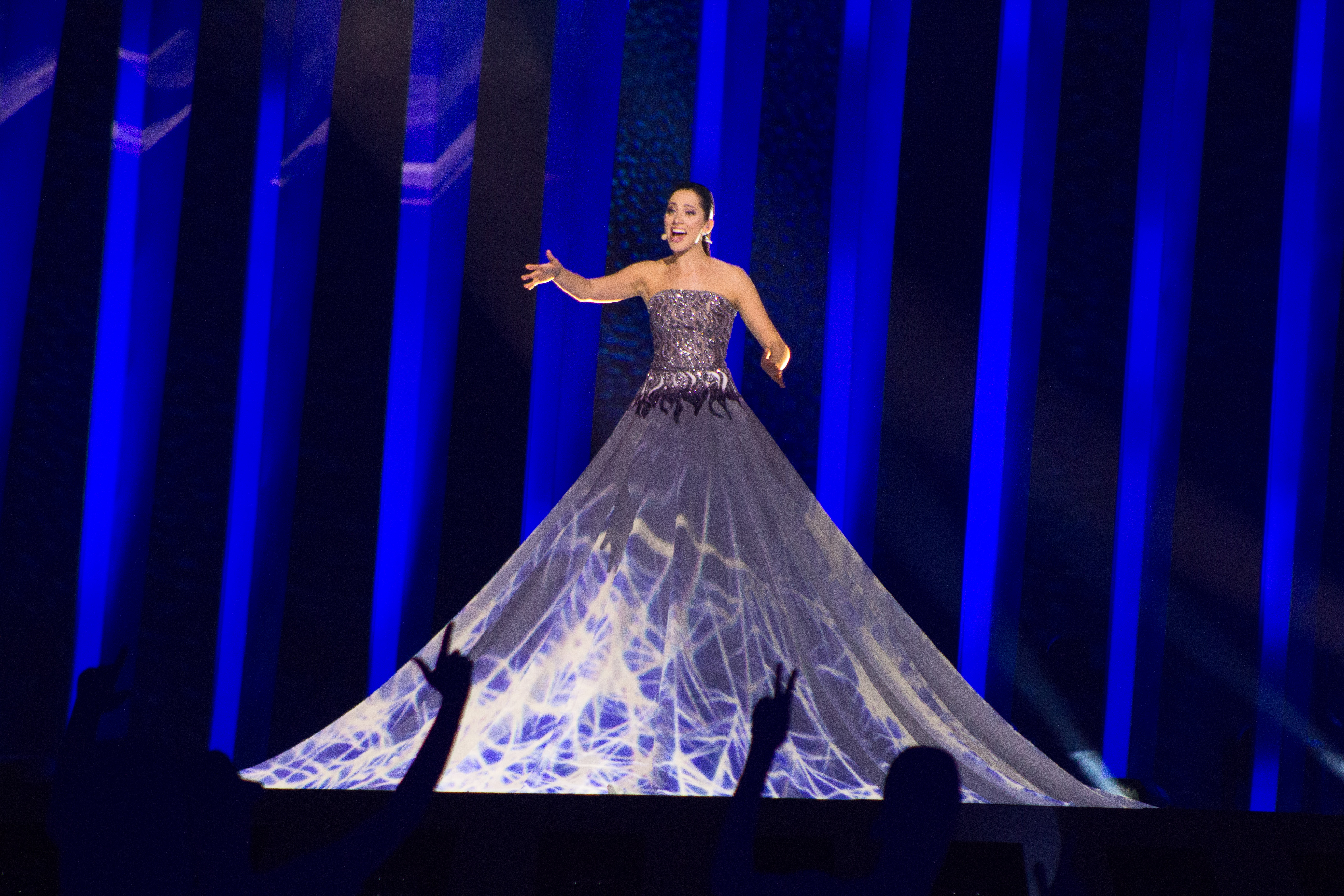
Elina Nechayeva interpretando la canción en Eurovisión 2018.

Tras ganar el festival Eesti Laul 2018 de Estonia, la canción fue seleccionada para representar al país en el Festival de la Canción de Eurovisión 2018.
"La Forza" consiguió la quinta posición dentro de 19 canciones aspirantes, lo que le permitió un cupo en la gran final. Ahí, Elina obtuvo un octavo puesto dentro de 26 finalistas, con un total de 245 puntos.